# Toward the Within
Toward the Within je jediným oficiálně živě nahraným albem Dead Can Dance, pokud se nepočítají limitované edice z roku 2005. Album obsahuje 15 skladeb, z kterých jen několik již bylo obsaženo v předešlých albech a dvě byly později ve studiové podobě zahrnuty do prvního sólového alba Lisy Gerrard The Mirror Pool. Ostatní byly známé jen v koncertní podobě a byly šířené pouze nelegálně jako pirátské nahrávky.
Album bylo nahráno v říjnu 1993 v divadle Mayfair Theatre v Santa Monice v Kalifornii a vydáno vydavatelstvím 4AD jako album a video o rok později. Pro toto divadlo to byla jedna z posledních větších událostí, neboť krátce poté divadlo Mayfair Theatre bylo téměř zcela zničeno při zemětřesení a následně zbouráno. Video bylo natočeno Markem Magidsonem, obsahuje rozhovory s Lisou Gerrard a Brendanem Perrym a také videoklip Yulunga (Spirit Dance), který je tvořen částmi filmu Baraka.
Audiozáznam se trochu liší od videozáznamu, avšak ani na jednom z médií není zachycen celý koncert. CD neobsahuje Gloridean a také bezejmennou skladbu hranou při závěrečných titulcích. Video zase neobsahuje Persian Love Song a koncertní podobu skladeb Yulunga (Spirit Dance) a Piece for Solo Flute.
V roce 2001 bylo album Toward the Within vydáno znovu na DVD a zahrnuto v box-setu Dead Can Dance (1981-1998). Jako přídavek k původnímu obsahu DVD zahrnuje několik přídavků: diskografii, videoklip k Frontier, The Protagonist, The Carnival Is Over, The Host of Seraphim a také Yulunga (Spirit Dance). Poslední dvě skladby jsou částmi filmu Baraka. V roce 2004 bylo DVD samostatně vydáno znovu.

## Skladby
1. Rakim – 6:25
2. Persian Love Song – 2:56
3. Desert Song – 4:20
4. Yulunga (Spirit Dance) – 7:12
5. Piece for Solo Flute – 3:34
6. The Wind that Shakes the Barley – 3:12
7. I Am Stretched on Your Grave – 4:38
8. I Can See Now – 2:56
9. American Dreaming – 4:55
10. Cantara – 5:15
11. Oman – 5:49
12. The Song of the Sybil – 4:31
13. Tristan – 1:48
14. Sanvean – 4:05
15. Don't Fade Away – 6:12